# Ralph Chipman Hawley
Ralph Chipman Hawley (auch Ralph C. Hawley, * 5. März 1880 in Atlanta, Georgia; † 19. Januar 1971 in New Haven, Connecticut) war ein US-amerikanischer Forstwissenschaftler und Hochschullehrer.

## Leben

### Familie und Ausbildung
Der aus Atlanta im Bundesstaat Georgia stammende Ralph Chipman Hawley, Sohn des Chester Warren Hawley und dessen Ehegattin Martha Jaqueth Hawley, graduierte 1901 zum Bachelor of Arts am Amherst College in Amherst im Bundesstaat Massachusetts. Im Anschluss wandte er sich dem Studium der Forstwissenschaften an der Yale University zu, dort erwarb er 1904 den akademischen Grad eines Master of Forestry.
Ralph Chipman Hawley, Angehöriger der Congregational Church, überzeugter Anhänger der Republikaner, heiratete im September 1910 die 1945 verstorbene Mary Minor. Aus dieser Verbindung entstammten die Kinder Alfred Minor sowie Katharine Jaquet. Im Oktober 1945 vermählte er sich in zweiter Ehe mit Hilda Happe. Der in West Cheshire im Bundesstaat Connecticut Residierende verstarb Anfang des Jahres 1971 90-jährig in New Haven.

### Beruflicher Werdegang
Ralph Chipman Hawley trat nach seinem Studienabschluss eine Stelle als Forester Assistant am Bureau of Forestry an, 1906 verzog er nach Massachusetts, dort übernahm er die Aufgabe eines Assistant State Forester beim Massachusetts Forest Service. Im Folgejahr wechselte er in der Position eines Instructor in Forestry an die School of Forestry der Yale University. Der dort im weiteren Verlauf zum Professor of Silviculture Beförderte wurde 1948 emeritiert. Ralph Chipman Hawley diente darüber hinaus als Treasurer und Secretary der North Eastern Forestry Company, als President der Connwood Incorporation sowie als Forester der New Haven Water Company.
Ralph Chipman Hawley, einer der führenden Forstwissenschaftler der Vereinigten Staaten seiner Zeit, hielt Mitgliedschaften in der Society of American Foresters, der American Association of University Professors, der Connecticut Forest and Park Association sowie in der Delta Upsilon inne.

## Publikationen
- zusammen mit Austin Foster Hawes: Forestry in New England; a handbook of eastern forest management, 1st ed., 1st thousand, J. Wiley & Sons, New York, 1912
- zusammen mit Austin Foster Hawes: Manual of Forestry for the Northeastern United States, 2d ed, J. Wiley & Sons, New York, 1918
- zusammen mit Perry Henry Merrill: Hemlock: its place in the silviculture of the southern New England forest, in: Yale University. School of forestry. Bulletin, no. 12, Yale University Press, New Haven, 1924
- zusammen mit Louis Jack Leffelman: Studies of Connecticut hardwoods; the treatment of advance growth arising as a result of thinnings and shelterwood cuttings, in: Yale University.; School of Forestry.; Bulletin, Yale University, New Haven, 1925
- zusammen mit William Maughan: The Eli Whitney Forest; a demonstration of forestry practice, in: Yale University.; School of Forestry.; Bulletin, Yale University, New Haven, 1930
- Observations on thinning and management of eastern white pine (Pinus strobus Linnaeus) in southern New Hampshire, in: Yale University.; School of Forestry.; Bulletin, Yale University, New Haven, 1936
- The practice of silviculture, with particular reference to its application in the United States of America, 4th ed, J. Wiley & Sons, inc., New York, Chapman & Hall, limited, London, 1937
- zusammen mit  Robert Temple Clapp: Growing of white pine on the Yale forest near Keene, New Hamphire [sic], in: Yale University.; School of Forestry.; Bulletin, Yale University, New Haven, 1942
- zusammen mit Paul William Stickel: Forest protection, 2d ed, J. Wiley & Sons, New York, 1948
- zusammen mit David M. Smith: The practice of silviculture, 7th ed, J. Wiley & Sons, New York, 1962